# NGC 6735
NGC 6735 је група звезда у сазвежђу Орао која се налази на NGC листи објеката дубоког неба.
Деклинација објекта је - 0° 27' 21" а ректасцензија 19h 0m 45,3s. Привидна величина (магнитуда) објекта NGC 6735 износи 12,8.